# Agrotis albonitens
Agrotis albonitens là một loài bướm đêm trong họ Noctuidae.